# Aerodynamic
Aerodynamic to instrumentalny utwór francuskiego duetu Daft Punk, w którym nie zabrakło wybitnej solówki giitarowej. Utwór został wydany 28 marca 2001 roku jako drugi singiel z albumu Discovery. Utwór "Aerodynamic" trafił na amerykańskie listy przebojów tanecznych dzięki klubowej grze jako strona B utworu "Digital Love".

## Kompozycja
Guy-Manuel de Homem-Christo opisał kiedyś album Discovery jako "mieszankę przeszłości i przyszłości, a może i teraźniejszości". Thomas Bangalter wyjaśnił również w wywiadzie z 2001 roku, że "Wiele dzisiejszej muzyki house używa po prostu sampli z płyt disco z lat 70. i 80. Chociaż możemy mieć pewne wpływy disco, zdecydowaliśmy się pójść dalej i wprowadzić wszystkie elementy muzyki, które lubiliśmy w dzieciństwie, niezależnie od tego, czy jest to disco, electro, heavy metal, rock czy klasyka. Znajduje to odzwierciedlenie w strukturze "Aerodynamic", o której mówi się, że buduje funkowy groove,  zawierający sample "Il Macquillage Lady" Sister Sledge z ich albumu The Sisters z 1982 roku. "Aerodynamic" zatrzymuje się na solówkę składającą się z "metalicznego, oburęcznego stukania na gitarę elektryczną", łączy oba style i kończy się osobnym "przestrzenniejszym" segmentem elektronicznym. Elementy solowe zostały żartobliwie opisane jako "niemożliwe, absurdalne arpeggia gitarowe Yngwie" które odzwierciedlają szybką arpeggiację powszechną w partiach skrzypiec w muzyce klasycznej. Bangalter przyznał, że "Niektórzy ludzie mogą pomyśleć, że solówki gitarowe w 'Aerodynamic' są w złym guście, ale dla nas chodzi o to, aby być wiernym sobie i nie przejmować się tym, co pomyślą inni. Naprawdę staraliśmy się zawrzeć większość rzeczy, które lubiliśmy jako dzieci, i wnieść do tego poczucie zabawy". Skomentował również, że końcówka utworu "to całkowicie muzyka barokowa, klasyczna kompozycja, którą umieściliśmy w syntetycznej formie".

## Wydanie
Singiel "Aerodynamic" zawierał remiks na stronie B zatytułowany "Aerodynamite". Kolejny remiks "Aerodynamic" zawiera hip-hopową grupę Slum Village z Detroit. Stworzenie remiksu Slum Village nastąpiło po tym, jak Slum Village wykorzystało niewymieniony w napisach sampel "Extra Dry" Bangaltera w swojej piosence "Raise It Up". Zamiast prosić o odszkodowanie za użycie próbki, Pedro Winter zasugerował Daft Punk, aby poprosili Slum Village o zremiksowanie jednego z ich utworów. Zarówno "Aerodynamite", jak i remiks Slum Village znalazły się później na albumie Daft Club. Na albumie znalazł się również dłuższy remiks utworu "Aerodynamic", zawierający elementy utworu "One More Time". Wersja koncertowa połączona z utworem "One More Time" znalazła się na albumie Alive z 2007 roku.

## Teledysk
Film został wydany w 2001 roku i zawierał sceny, które później zostały wykorzystane w filmie anime Interstella 5555 z 2003 roku. Pokazuje armię humanoidalnych żołnierzy, którzy uspokajają publiczność gazem, a także trują i porywają obcych członków zespołu z teledysku "One More Time". Gitarzysta (jak się później okazuje, nazywa się Arpegius) ucieka i ucieka przed żołnierzami, ale jeden z żołnierzy strzela do niego strzałką usypiającą. Żołnierze zbierają członków w kapsuły, a kapsuły są przesyłane do statku. Publiczność budzi się zdezorientowana, a następnie statek odlatuje.

## Dziedzictwo
Piosenka została wykorzystana we francuskim filmie L'Auberge espagnole. Utwór "Aerodynamic" został również wykonany przez Myleene Klass na pianinie w reklamie Pantene. i pojawił się w kilku odcinkach programów MTV Pimp My Ride, Date My Mom, Quiero mis quinces i Next.
Utwór "Aerodynamic" został zsamplowany w piosence Wileya "Summertime" z jego albumu See Clear Now z 2008 roku. Nicky Romero 
wydał remiks „Aerodynamic” w 2011 roku. Utwór został również zremiksowany na potrzeby gry wideo Kinect Star Wars z 2012 roku.